# Utetheisa bicolor
Utetheisa bicolor là một loài bướm đêm thuộc phân họ Arctiinae, họ Erebidae.